# 9671 Hemera
9671 Hemera è un asteroide areosecante. Scoperto nel 1997, presenta un'orbita caratterizzata da un semiasse maggiore pari a 2,7078085 UA e da un'eccentricità di 0,4269530, inclinata di 4,75252° rispetto all'eclittica.